# Peter Cooper Hewitt
Peter Cooper Hewitt (05 de maio de 1861 — 25 de agosto de 1921) foi um engenheiro e inventor estadunidense.
Tornou-se célebre devido à introdução da lâmpada de vapor de mercúrio, um dos mais importantes avanços no campo da iluminação eléctrica. Na década de 1890 trabalhou sobre as experiências realizadas pelos alemães Julius Plücker e Heinrich Geissler sobre o fenómeno da fluorescência, isto é, sobre as radiações visíveis produzidas por uma corrente eléctrica que passa através de um tubo de cristal cheio de gás. Os esforços de Hewitt dirigiram-se para achar o gás mais apropriado para a produção de luz, tendo escolhido o mercúrio. A luz obtida, por este método, não era apta para uso doméstico, mas encontrou aplicação em outros campos da indústria, como na medicina, na esterilização de água potável e na revelação de películas. Em 1901 inventou o primeiro modelo de lâmpada de mercúrio (ainda que não tenha registado a patente até ao ano de 1912). Em 1903 fabricou um modelo melhorado que emitia uma luz de melhor qualidade e que encontrou maior utilidade no mercado. O desenvolvimento das lâmpadas incandescentes de filamento de tungsténio, a partir da década de 1910, provocou competição para a lâmpada de Hewitt, já que, apesar de ser oito vezes menos eficientes que esta, possuía uma luminosidade mais atractiva.